# Louis Bezzina
Louis Bezzina (* 19. September 1951) ist ein ehemaliger maltesischer Radrennfahrer.

## Sportliche Laufbahn
Bezzina war Straßenradsportler und Teilnehmer der Olympischen Sommerspiele 1972 in München. Im Mannschaftszeitfahren wurde Malta mit Alfred Tonna, Louis Bezzina, Joseph Said und John Magri 31. von 36 gestarteten Mannschaften.
Mit 14 Jahren begann Bezzina mit dem Radsport. Im Olympiajahr gewann er zwei Vorbereitungsrennen der Nationalfahrer in Malta.